# Joseph Dubiel
Joseph Dubiel (* 23. Juni 1955 in Secaucus, New Jersey) ist ein US-amerikanischer Komponist, Musiktheoretiker und Musikjournalist.

## Leben
Dubiel studierte von 1974 bis 1980 an der Princeton University (Ph.D.) Er lehrte danach in Princeton und der University of Pittsburgh. Seit 1990 ist er Professor für Musiktheorie an der Columbia University, dessen Musikfakultät er von 2005 bis 2008 leitete. 1992 war Preisträger des SMT Young Scholar Award und des Guggenheim-Fellowships. Von 1995 bis 1999 war er Editor des Journals Perspectives of New Music und Mitgründer der SMT Music and Philosophy Study Group. Zudem komponierte er Vokal- und Kammermusik.

## Schriften
- 'When You are a Beethoven': Kinds of Rules in Schenker’s Counterpoint (1990)
- Three Essays on Milton Babbitt (1990/91/92)
- Sense of Sensemaking (1992)
- On Getting Deconstructed (1996)
- Hearing, Remembering, Cold Storage, Purism, Evidence, and Attitude Adjustment (1996)
- What's the Use of the Twelve-Tone System? (1997)
- Composer, Theorist, Composer / Theorist (1999)
- Analysis, description, and what really happens (2000)

## Diskographie
- Music Of Joseph Dubiel (2007)